# Eesti Gaas
Eesti Gaas est une société gazière dont le siège est à  Tallinn en Estonie. 

## Activité
Eesti Gas importe, distribue et vend du gaz naturel et depuis elle vend aussi de l'électricité. 
En 2015, Eesti Gaas a vendu 386 millions de m3 de gaz. 
En 2015 la société a 1 570 entreprises clientes et 41 160 clients individuels et elle vendu 9,7 GWh d'électricité.

## Actionnariat
Eesti Gaas est fondé en 1990 comme entreprise publique.
L'entreprise est partiellement privatisée en 1993–1995. 
En 1993, 30 % des actions de Eesti Gaas sont cédées à Lentransgaz une filiale de Gazprom pour résoudre le problème de la dette du gaz.
En 1994, Ruhrgas (en) (plus tard: E.ON Ruhrgas) acquiert près de 15 % des actions de Eesti Gas,.
Le Gouvernement de l'Estonie conserve alors 39 % des actions.
En décembre 1996, Ruhrgas monte sa participation à 21 % ; et 12 % des parts sont vendues au public. 
En janvier 1999, l'État vend le reste de ses actions.
La part de Ruhrgas passe à 32 %, Gazprom garde 30 % des actions et  Neste (plus tard Fortum) acquiert 10 % d'actions,.
La même année, la branche lettone de Itera (en) (faisant de nos jours partie de Rosneft) acquiert 10 % des parts.
Les années suivantes Gazprom passe sa participation à 37 %, E.ON à 33,66 % et Fortum à 17,7 % en rachetant les actions d'investisseurs privés,.
En 2014, E.ON revend ses actions à Fortum qui devient actionnaire principal avec 51,4 % des parts.
En février 2016, Fortum annonce qu'il va vendre ses parts à Trilini Energy, une société contrôlée par la société d'investissement Infortar qui est l'actionnaire principal de Tallink. 
Par la suite Trilini achète 50,9 % des actions possédées par Gazprom.